# Perisama demata
Perisama demata är en fjärilsart som beskrevs av Hans Fruhstorfer 1916. Perisama demata ingår i släktet Perisama och familjen praktfjärilar. Inga underarter finns listade i Catalogue of Life.